# Frente de la Juventud
El Frente de la Juventud (FJ) fue una organización radical de extrema derecha española que surgió como una escisión en septiembre de 1978 de la agrupación Fuerza Nueva (FN) —de la que se había desligado el año anterior el Frente Nacional de la Juventud (FNJ)— y cuyas actuaciones se produjeron durante la Transición Española. A la postre el grupo ha sido tildado más de banda terrorista que de organización política. Contaron con dos publicaciones asociadas: Frente y Nuestro Frente, la segunda un boletín de carácter interno. La organización fue desmantelada por la policía en 1982 tras los violentos incidentes que protagonizaron sus militantes en el primer aniversario del «23-F».

## Historia
En la neofranquista Fuerza Nueva (FN) existía un sector, integrado fundamentalmente por militantes de la rama juvenil Fuerza Joven, que aspiraba a hacer del partido una organización claramente neofascista siguiendo el modelo del Movimiento Social Italiano. Pronto entraron en conflicto con la dirección encabezada por Blas Piñar que quería conformar a Fuerza Nueva como un partido conservador e integrista católico cuyo objetivo era acabar con el régimen democrático, alentando y apoyando a los sectores golpistas del Ejército, aunque sin descartar presentarse a las elecciones. Una parte de estos militantes más jóvenes afines al neofascismo reclamaban el recurso a la «acción directa» siguiendo el modelo del escuadrismo fascista y consideraban que «debía existir un partido —F/N— y una vanguardia más radicalizada, más militante, más activista y callejera» que actuara autónomamente y no pusiera en peligro la imagen del partido, aunque compartiendo una misma «estrategia global». Algunos de estos militantes, junto con otros más veteranos, tomaron parte activa en acciones violentas y atentados terroristas como el asesinato de los abogados laboralistas del despacho de la calle Atocha de Madrid el 24 de enero de 1977, el asesinato del joven Arturo Ruiz García, cuando participaba en una manifestación proamnistía, o el de Yolanda González, militante del Partido de los Trabajadores. Los que apostaban más decididamente por la creación de organizaciones paramilitares que combatieran al «marxismo y sus acólitos» se escindieron de Fuerza Nueva (y de Fuerza Joven) en 1977 para constituir en Barcelona el Frente Nacional de la Juventud y en Madrid al año siguiente el Frente de la Juventud.
El Frente de la Juventud tuvo base en Madrid mientras que el FNJ en Barcelona. Fue una de las organizaciones de extrema derecha que más fuerte apostó por la violencia como elemento desestabilizador del sistema. Su escisión obedeció al inmovilismo político de Fuerza Nueva y a la nueva formación se sumaron integrantes de la sección de seguridad —el núcleo duro, las secciones C y Z— de Fuerza Nueva así como de Fuerza Joven de Madrid, todos ellos en general con una preparación política muy limitada. Fue fundada por José de las Heras y Juan Ignacio González, con el apoyo de Carlos de Aguinaga y Joaquín López, a los que se sumaron entre cien y trescientos militantes. Sus motivaciones eran oponerse a la estrategia parlamentaria de Fuerza Nueva, al proclamar además la inutilidad de las manifestaciones, abogando por la creación de unidades paramilitares para combatir el "marxismo". Uno de los fundadores, Juan Ignacio González —que había sido jefe nacional de Fuerza Joven—, afirmó de Fuerza Nueva que se había convertido en un «imperio de beatas». Su vestimenta característica era una camisa azul y boina negra. Fue desmantelado finalmente en 1982, tras el aniversario del 23-F, por altercados con la policía, en los que se lanzaron cócteles molotov y otros objetos, y que terminaron con siete miembros detenidos.

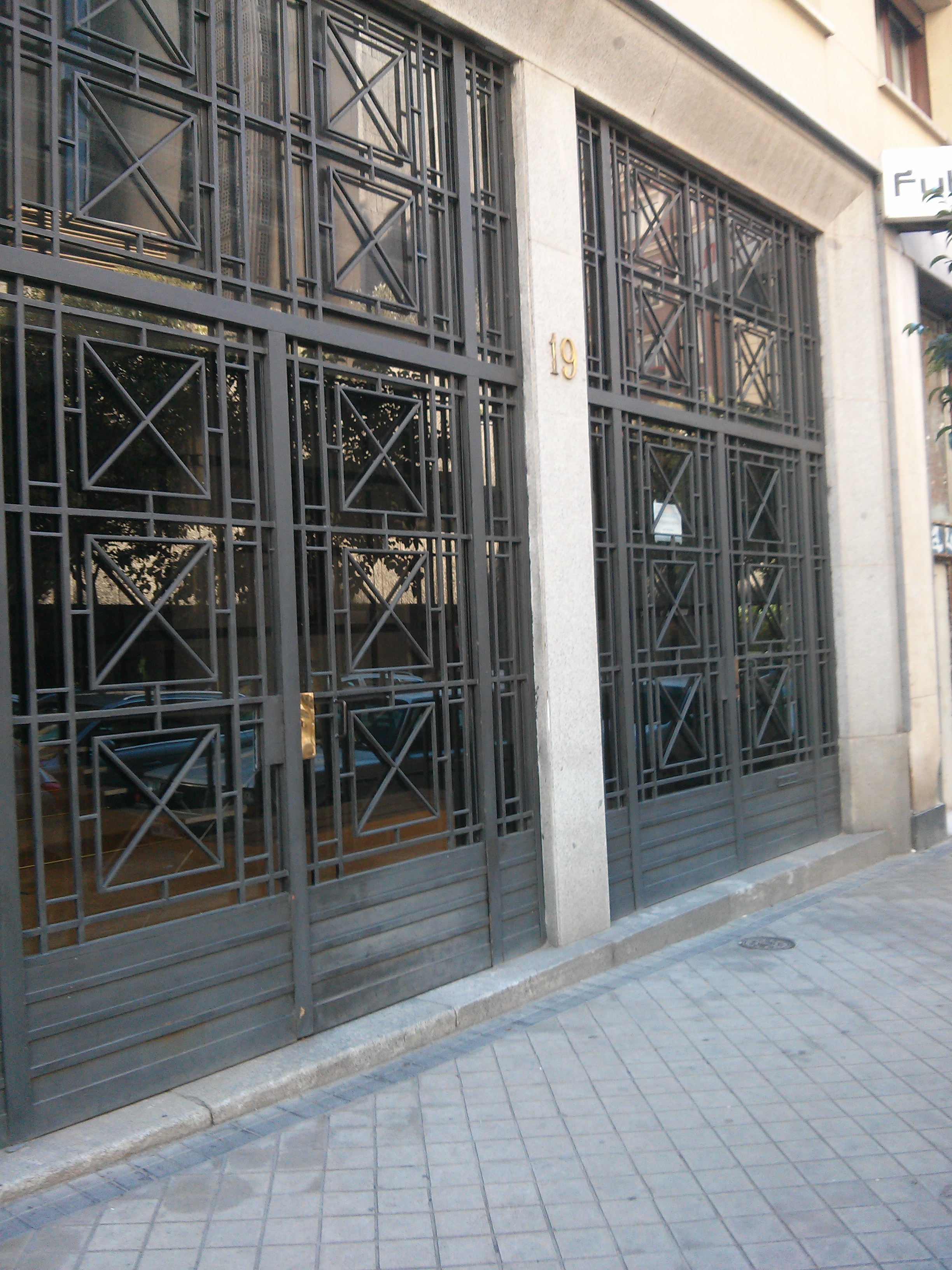
Portal de la calle Antonio Acuña n.º 19, en Madrid, frente al cual fue asesinado a finales de 1980 Juan Ignacio González, uno de los líderes de la organización.

Una de sus primeras actuaciones fue el asalto a la facultad de Derecho de la Universidad Complutense de Madrid, el 26 de enero de 1979, en el que, apoyados por miembros de Fuerza Joven y de FE de las JONS y sumando un total de treinta implicados, hirieron de bala a un estudiante y a un bedel. El 29 de abril de 1979 apuñalaron en la calle Goya al joven comunista Andrés García, de dieciocho años. El 14 de julio de 1979 la banda colocó un explosivo de Goma-2 en el bar El Parnasillo de Malasaña, por supuestamente congregar a anarquistas y toxicómanos. El resultado del atentado fue un muerto y nueve heridos. En 1980 la organización sumó nuevos militantes —entre ellos Ernesto Milà— provenientes de la disolución del Frente Nacional de la Juventud en Barcelona, los cuales, gracias a su mayor experiencia como plataforma política, se ocuparon principalmente de la propaganda de la banda. El propio Ernesto Milà afirmaría años más tarde que «en un 90% la violencia de extrema-derecha [durante la Transición] era una violencia tribal de jóvenes en busca de iniciación a la pubertad».
Juan Ignacio González —de veintiocho años, licenciado en Derecho y «secretario nacional» del grupo en aquel entonces— fue asesinado en diciembre de 1980. El suceso ocurrió en el número 19 de la calle Antonio Acuña, al parecer con cuatro disparos a la cabeza. El asesinato no fue nunca aclarado, aunque se especula que pudo deberse a un ajuste de cuentas entre distintas facciones de la extrema derecha. La muerte del líder marcó un periodo de crisis en la organización.
Veinticuatro militantes fueron detenidos en las ciudades de Madrid y Valencia el 26 de enero de 1981 por distintos atracos llevados a cabo para sufragar las operaciones de la organización, aunque otras fuentes apuntan también a la venta de símbolos en puestos callejeros como método de financiación de la banda. También en 1981 fueron detenidos dieciséis miembros por distintos atentados en Valladolid en las sedes de CNT, PSOE, cine Cervantes y el Ayuntamiento. La banda está también relacionada con los asesinatos del joven Carlos Javier Idígoras Navarrete y el mendigo Luis Arribas Santamaría, colocación de bombas en el instituto de San Isidro de Madrid y la sede del Movimiento Comunista, además de otros atentados con explosivos perpetrados en distintas librerías.
Su presidente José de las Heras Hurtado estuvo en busca y captura desde 1984, tras no presentarse al juicio en el que estaban acusados él y otros tres componentes de la banda por el atentado de El Parnasillo. El fiscal solicitaba para José de las Heras una pena de seis años de prisión como autor de un delito de colaboración con bandas armadas, mientras que la acusación presentada por Cristina Almeida pedía para él penas que totalizaban 163 años de prisión. El diario El País lo localizó en 2016 residiendo en São Paulo.